# Szlifowanie

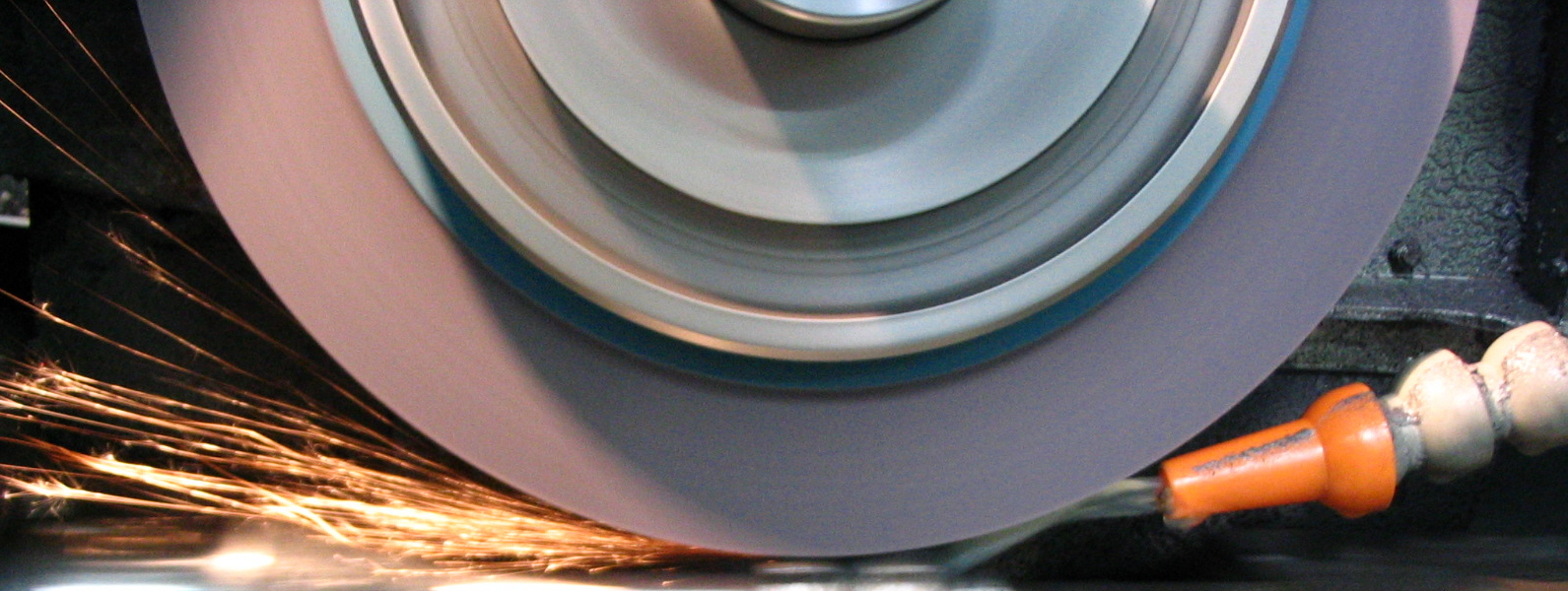
Szlifowanie

Szlifowanie – obróbka wykończeniowa powierzchni za pomocą narzędzi ściernych, w wyniku której uzyskuje się duże dokładności wymiarowe i kształtowe oraz małą chropowatość. Szlifowanie można wykonywać na otworach, wałkach i płaszczyznach.
Maszyny do tego typu obróbki nazywane są szlifierkami, a narzędzia skrawające to ściernice. Materiałem, z którego wykonane są ściernice, najczęściej jest korund, diament, węglik krzemu lub węglik boru.

## Odmiany szlifowania ściernicowego
Szlifowanie można podzielić ze względu na:
1. Kształt powierzchni obrabianej:
  - obrotowe – zewnętrzne lub wewnętrzne powierzchnie walcowe, stożkowe i obrotowych krzywoliniowych,
  - nieobrotowe – powierzchnie płaskie lub krzywoliniowe.
2. Mocowanie przedmiotu w obrabiarce:
  - kłowe,
  - bezkłowe.
3. Położenie ściernicy względem przedmiotu:
  - obwodowe – oś ściernicy jest równoległa do osi powierzchni obrotowej lub obrabianej powierzchni płaskiej,
  - czołowe – oś ściernicy jest prostopadła lub wichrowata do osi powierzchni obrotowej, lub do powierzchni płaskiej.

## Technologiczne parametry skrawania podczas szlifowania
- prędkość obrotowa ściernicy {\displaystyle n_{s}} [1/s],
- średnica ściernicy {\displaystyle d_{s}} [mm],
- prędkość obwodowa ściernicy {\displaystyle V_{s}={\frac {\pi \cdot d_{s}\cdot n_{s}}{1000}}} [m/s],
- prędkość obrotowa przedmiotu obrabianego {\displaystyle n_{w}} [1/s],
- średnica przedmiotu obrabianego {\displaystyle d_{w}} [mm],
- prędkość obwodowa przedmiotu obrabianego {\displaystyle V_{w}=\pi \cdot d_{w}\cdot n_{w}} [mm/s],
- posuw osiowy stołu {\displaystyle f_{a}} [mm/obr.],
- prędkość posuwu osiowego stołu {\displaystyle V_{fa}=f_{a}\cdot n_{w}} [mm/s]
- styk ściernicy wgłębny {\displaystyle a_{p}.}